# The Looney Tunes Show
The Looney Tunes Show är en amerikansk-koreansk animerad serie som bygger på den klassiska Looney Tunes. Denna serie sänds i Cartoon Network och Boomerang sedan 2011. Serien producerades av filmbolaget Warner Bros.